# Bahnhof Warszawa Śródmieście

Der Bahnhof Warszawa Śródmieście (dt.: Warschau Innenstadt) ist ein Bahnhof im Warschauer Innenstadtdistrikt Śródmieście. Das Bahnhofsgebäude liegt an der Aleje Jerozolimskie zwischen den Straßen Ulica Marszałkowska und Ulica Emilii Plater. Nur einige hundert Meter entfernt liegen der Fernverkehrsbahnhof Warszawa Centralna sowie die Station Centrum der Warschauer U-Bahn (Linie 1). Über den Bahnhof, dessen Bahnsteige unter der Erde liegen, wird ausschließlich  Personennahverkehr abgewickelt. Im Jahr 2018 nutzten täglich durchschnittlich 47.800 Passagiere den Bahnhof.

## Struktur und Anbindung

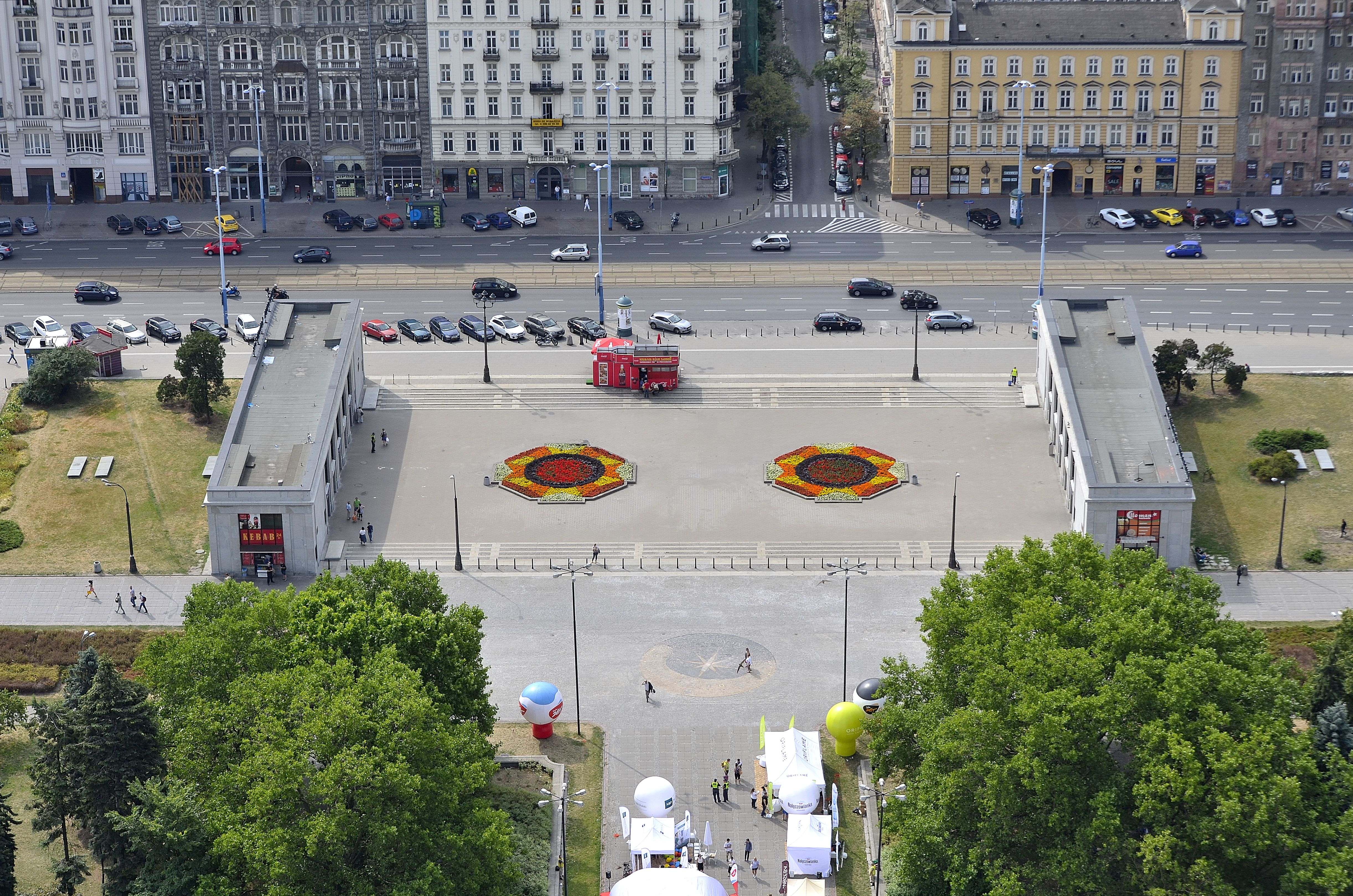
Blick vom Kulturpalast auf die zwei parallel verlaufenden Zugangspavillons des Bahnhofs. Im Hintergrund die Aleje Jerozolimskie

Der Bahnhof ist die zentrale Station des Warschauer Regionalverkehrs. Von hier führt das S-Bahn-Netz in alle Richtungen; Endstationen der Züge liegen bis zu 100 Kilometer entfernt von Warschau. Die Eisenbahnbetreiber Koleje Mazowieckie und Szybka Kolej Miejska nutzen die Station. Die Bahnsteige liegen unter der Platte des südlichen Teils der zum Warschauer Kulturpalast gehörenden Außenbereiche. An der Oberfläche befinden sich zwei parallel verlaufende granitverkleidete Zugangspavillons, die senkrecht zur Aleje Jerozolimskie liegen.
Die zweigleisige Station verfügt zur kollisionsfreien Abwicklung des hohen Passagieraufkommens über drei Bahnsteige: Zwischen den Gleisen befindet sich der beidseitige Ausstiegsperon, an den Seiten die Bahnsteige für abfahrende Passagiere (Spanische Lösung). Am westlichen Ende gibt es eine unterirdische Verbindung zum Warszawa Centralna. Ostwärts liegt in etwa 400 Metern Entfernung der Zugang zu der 1998 eröffnete Metro-Station Centrum.

## Geschichte
Gegen Ende des Zweiten Weltkriegs war der Hauptbahnhof Warschaus (Dworzec Główny) zerstört worden. Um den Bahnverkehr nach dem Krieg schnell wieder aufnehmen zu können, wurde 1949 ein provisorischer Bahnhof einige Hundert Meter westlich vom heutigen Standort errichtet. Die Abfertigung fand in einem Holzpavillon statt, die Bahnsteige dieses Bahnhofes lagen in einem offenen Graben unterhalb des Straßenniveaus, um die bereits in der Zwischenkriegszeit gebaute, hier unterirdisch verlaufende Bahnstrecke Linia Średnicowa zu bedienen. Die beiden oberirdischen Zugangspavillons wurden in den 1950er Jahren fertiggestellt; bis 1963 wurde der unterirdische Bahnhof errichtet, zeitgleich erfolgte mit der Abdeckung der Bahntrasse auch die Wiederherstellung des Tunel Średnicowy. Für den Entwurf des Bahnhofs waren die Architekten Arseniusz Romanowicz (1910–2008) und Piotr Szymaniak (1911–1967) verantwortlich. Die Konstruktion des Gebäudes sowie der die Bahnsteige abdeckenden Spannbetonplatte verantworteten Zbigniew Wasiutynski, Stanisław Kajfasz und Lech Tomaszewski.
Im Laufe der Jahre wurde der Unterhalt des Bahnhofs vernachlässigt. Zum Jahreswechsel 2006/2007 fand eine Sanierung der Anlage statt. im Jahr 2016 wurde der Bahnsteigbereich in das städtische Denkmalregister eingetragen, Ende 2020 dann die gesamte Station.

## Innenarchitektur

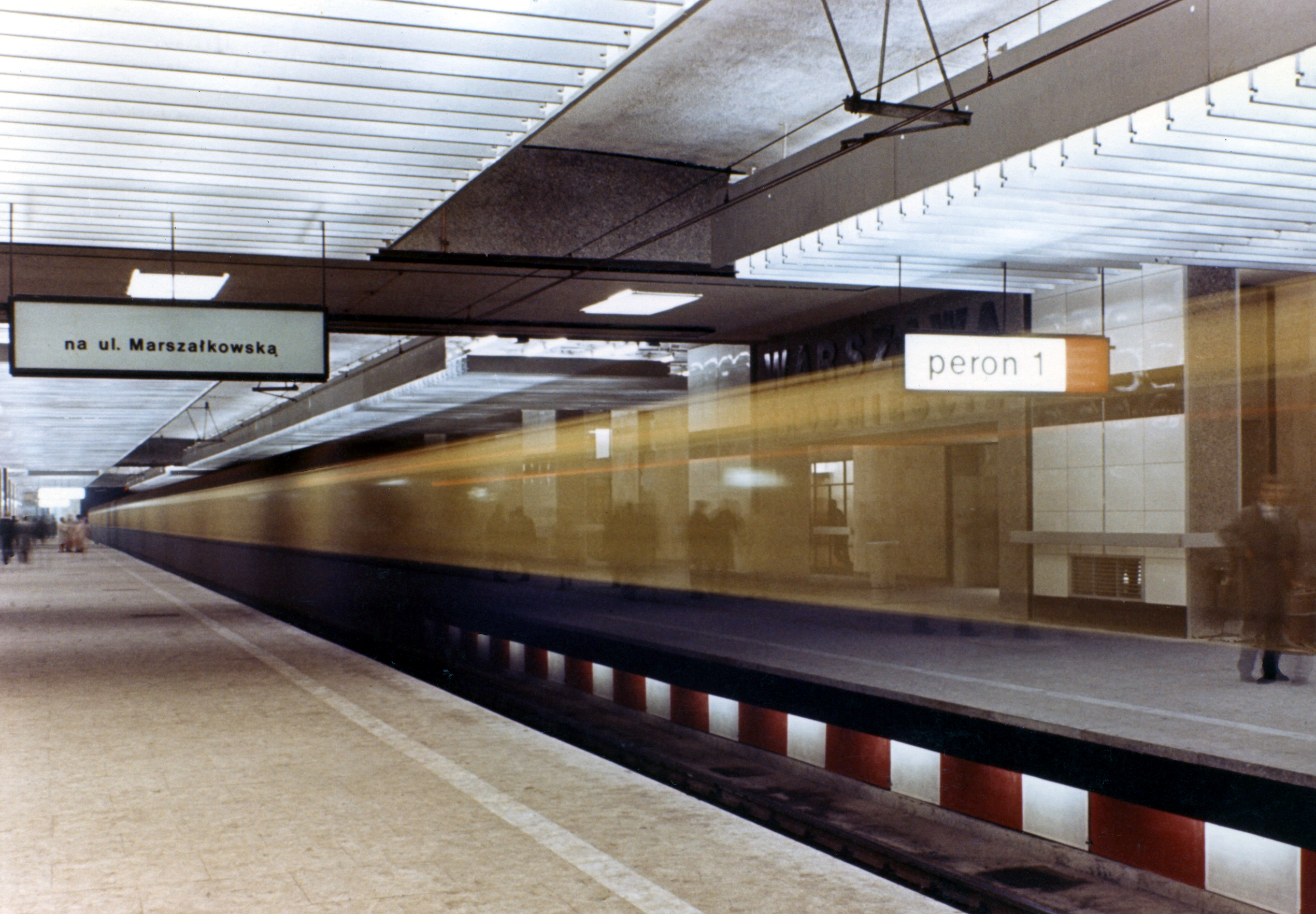
Die unterirdische Bahnsteighalle im Jahr 1963

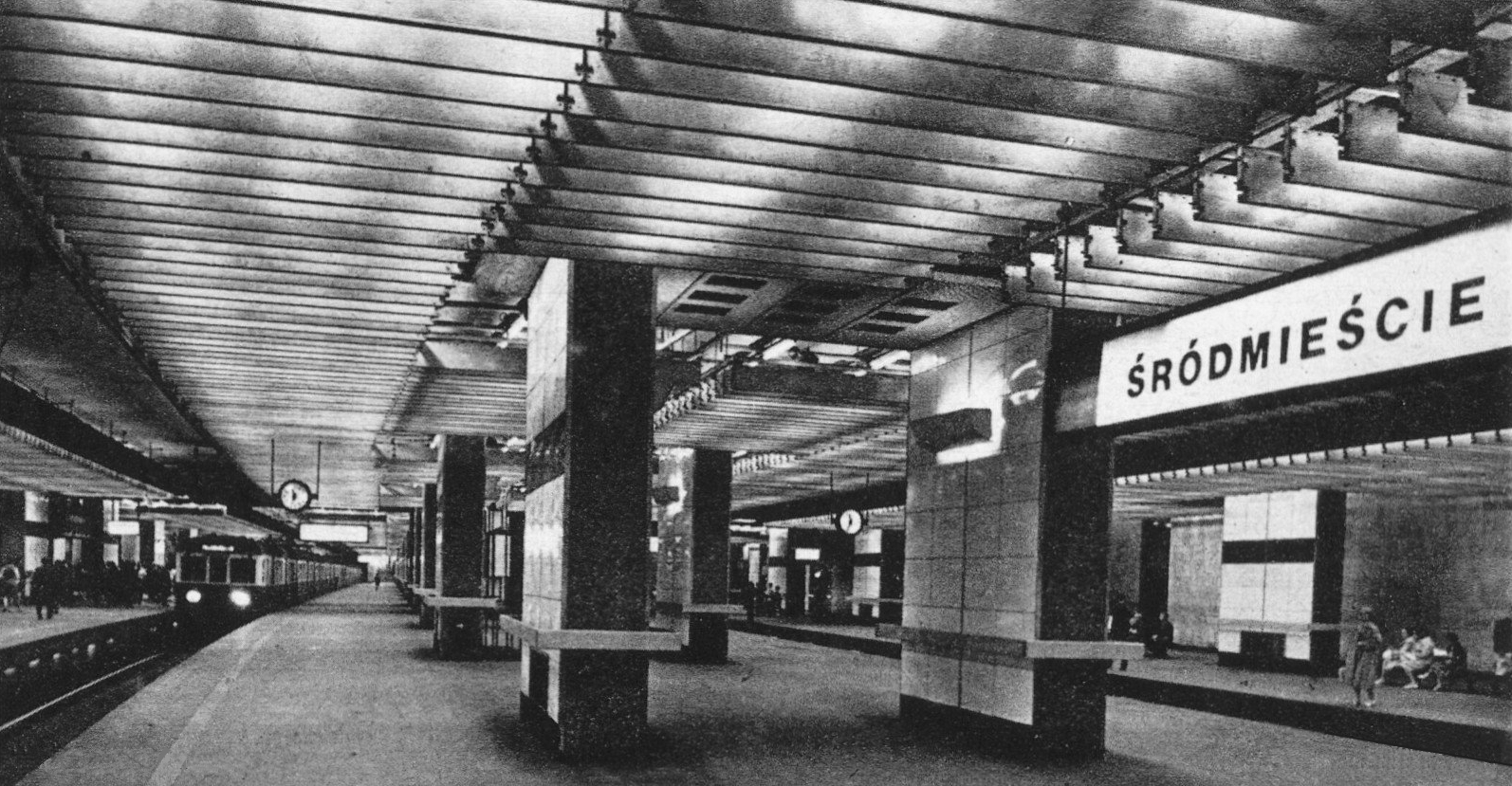
Die unterirdische Bahnsteighalle im Jahr 1968

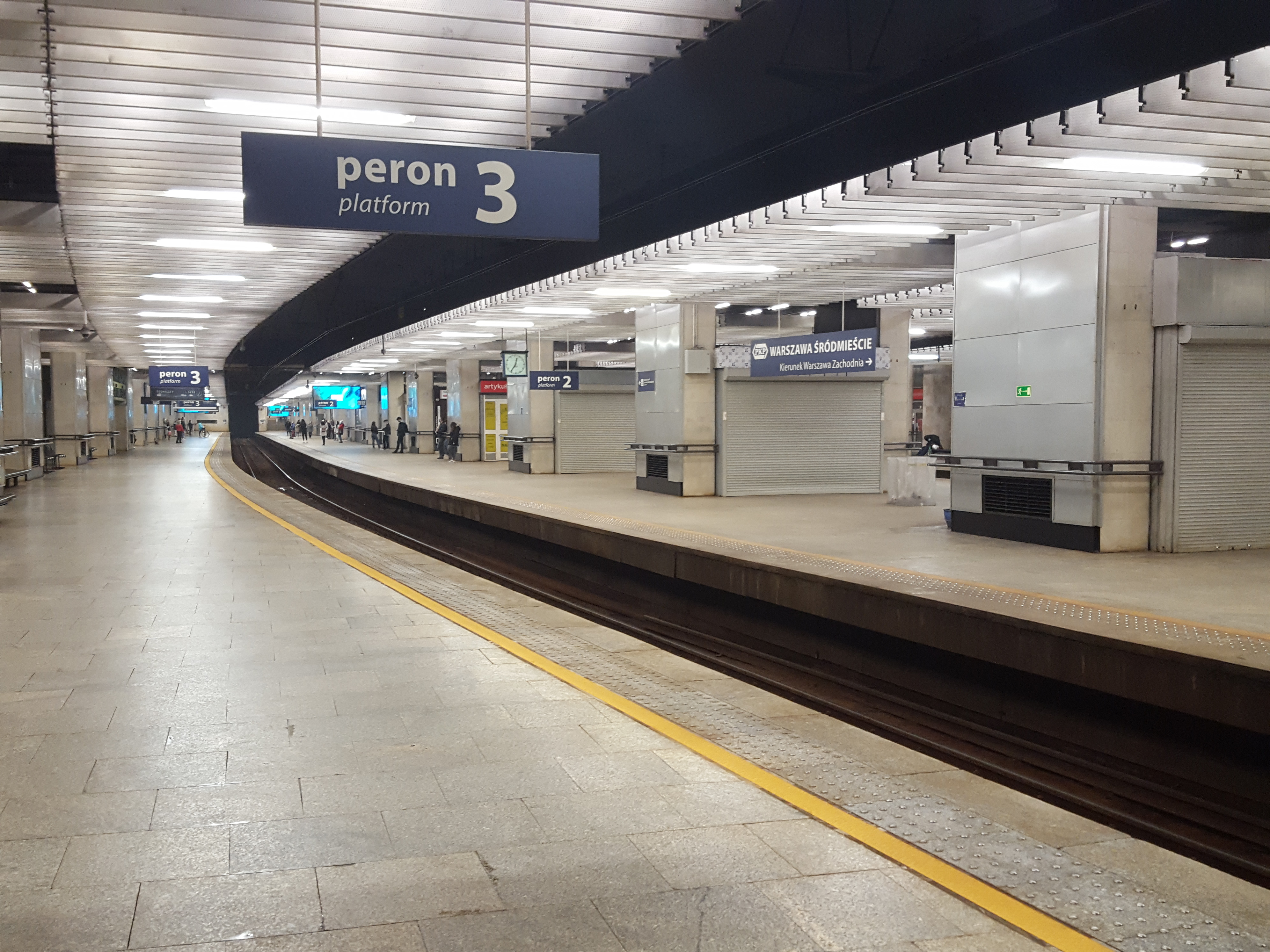
Die Bahnsteighalle im Jahr 2021

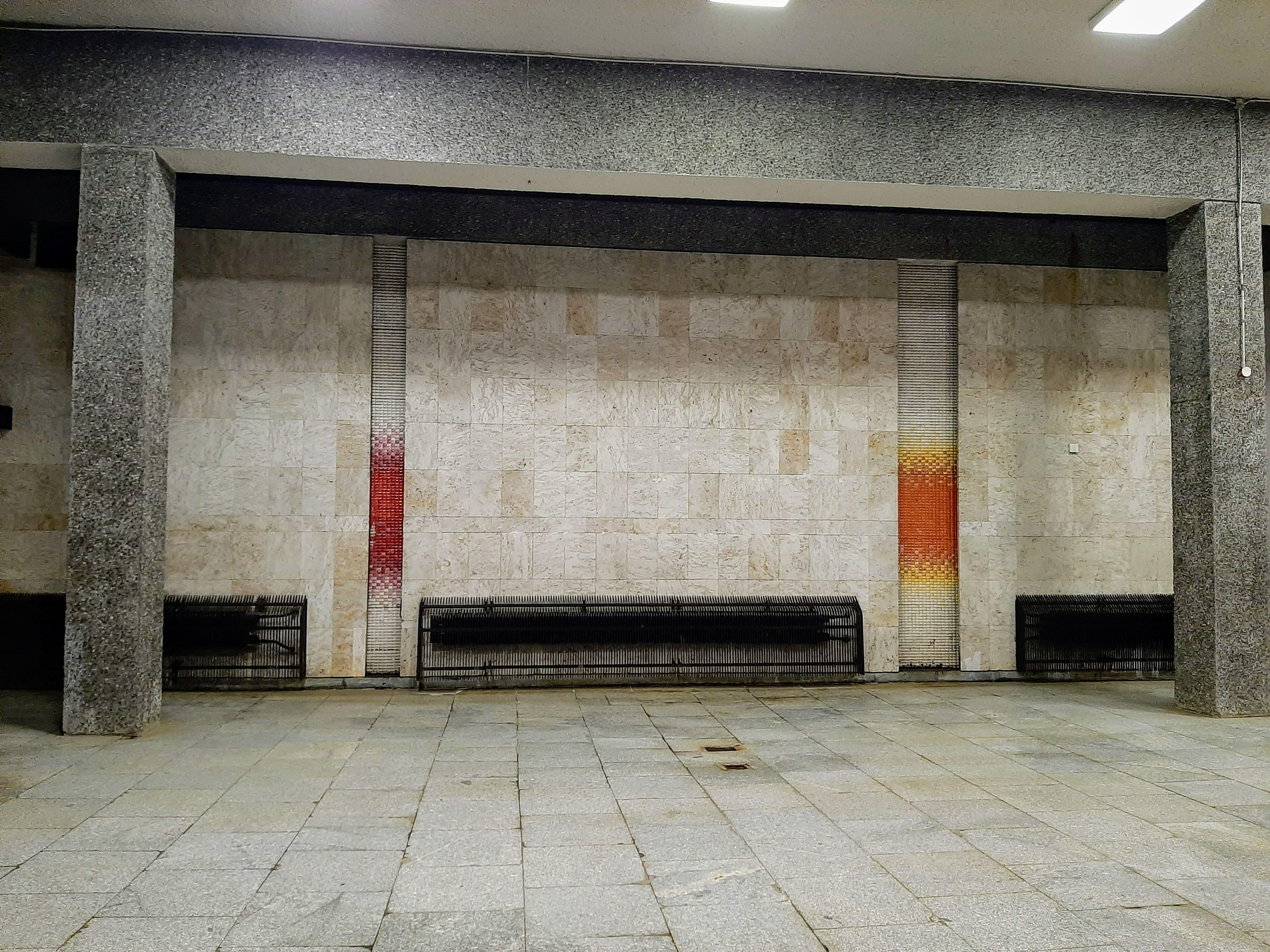
Mosaike von Wojciech Fangor

1963 wurde ein Kollektiv der Warschauer Akademie der Künste unter dem Architekten Jerzy Sołtan (1913–2005) mit der Gestaltung der Innenräume der Bahnsteighalle beauftragt. Das als „Kollektiv 9“ bezeichnete Team bestand u. a. aus Zbigniew Ihnatowicz, Lech Tomaszewski, Wiktor Gessler, Adolf Szczepiński und Bogusław Smyrski.
Die erwartete Bedeutung des Bahnhofes für den innerstädtischen Bahnverkehr sollte sich in der aufwändigen Innengestaltung widerspiegeln. Auch musste angesichts der Nutzung durch große Menschenmassen das Gefühl der Klaustrophobie vermieden werden. Deshalb wurde trotz der Großzügigkeit der Strukturen mit Farben nur zurückhaltend gearbeitet. Der subtil gestaltete Innenraum verfügt über einen Granitfußboden, Travertin an den Wänden, eine abgehängte Unterdecke mit schallschluckenden Lamellen und darunterliegenden Leuchtstoffröhren. Im Bahnsteigbereich wurden keramische Deckenmosaike und an den Rückwänden der Wartehalle Mosaikstreifen angebracht. In der Station befinden sich 52 Decken- und 27 Wandmosaike; die Herstellung erfolgte in Fabriken in Włocławek. Die westliche Richtung ist mit grünen und blauen Kacheln, die östliche Richtung mit gelben, orangefarbenen und roten Kacheln markiert. Die Ränder der Plattformen wurden vom Maler Wojciech Fangor bemalt und hinterleuchtet. Neben Wojciech Fangor waren auch Jolanta Bieguszewska und Stanisław Kucharski am Entwurf des Mosaikschmuckes beteiligt. Sołtan erfuhr weltweit Anerkennung für sein Werk.
Das für Warszawa Śródmieście gestaltete Beschriftungskonzept wurde von den PKP Polskie Koleje Państwowe in Folge bei vielen weiteren Bahnhofsneubauten verwendet.